# Apóstoles
Apóstoles – miasto w prowincji Misiones w Argentynie. Ośrodek administracyjny departamentu Apóstoles. Położone 60 km na południe od stolicy prowincji Posadas.

## Historia
Miasto założone jako redukcja jezuicka w 1638. Po wydaleniu jezuitów w 1776 miasto podupadło. W 1897 napływ pierwszej fali emigracji, głównie z Polski i Ukrainy, spowodował odrodzenie się miasta.